# Sampur Toba
Sampur Toba is een bestuurslaag in het regentschap Samosir van de provincie Noord-Sumatra, Indonesië. Sampur Toba telt 817 inwoners (volkstelling 2010).